# رابرت لیندسی
رابرت لیندسی (انگلیسی: Robert Lindsay؛ زادهٔ ۱۳ دسامبر ۱۹۴۹) یک هنرپیشه اهل بریتانیا است. وی از سال ۱۹۷۳ میلادی تاکنون مشغول فعالیت بوده‌است.
از فیلم‌ها یا برنامه‌های تلویزیونی که وی در آن نقش داشته است می‌توان به گریس موناکو، ماجراهای راننده تاکسی و موجودات درنده اشاره کرد.